# Mołodeczno (stacja kolejowa)

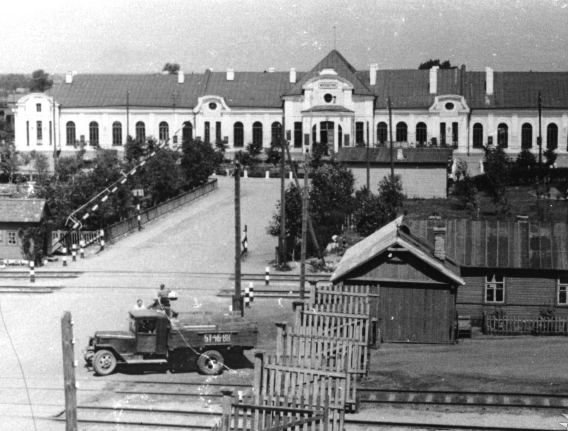
Dworzec w latach 40. XX wieku

Mołodeczno (biał. Чыгуначная станцыя ў Маладзечне; ros. Железнодорожный вокзал в Молодечно) – stacja kolejowa w Mołodecznie na Białorusi otwarta w 1907 roku.

## Historia
Stacja Mołodeczno została otwarta w XIX w. na drodze żelaznej libawsko-romeńskiej, pomiędzy stacjami Zalesie i Usza.
Budynek dworca wzniesiono w stylu modernizmu w 1907 na miejscu dawnego drewnianego dworca pochodzącego z 1873. Był obiektem parterowym, murowanym, zbudowanym na planie prostokąta. Charakteryzował się symetryczną budową, w fasadzie głównej i przybudowach przecięty ryzalitami z oknami w formie łuku. 